# Марш (пересування військ)

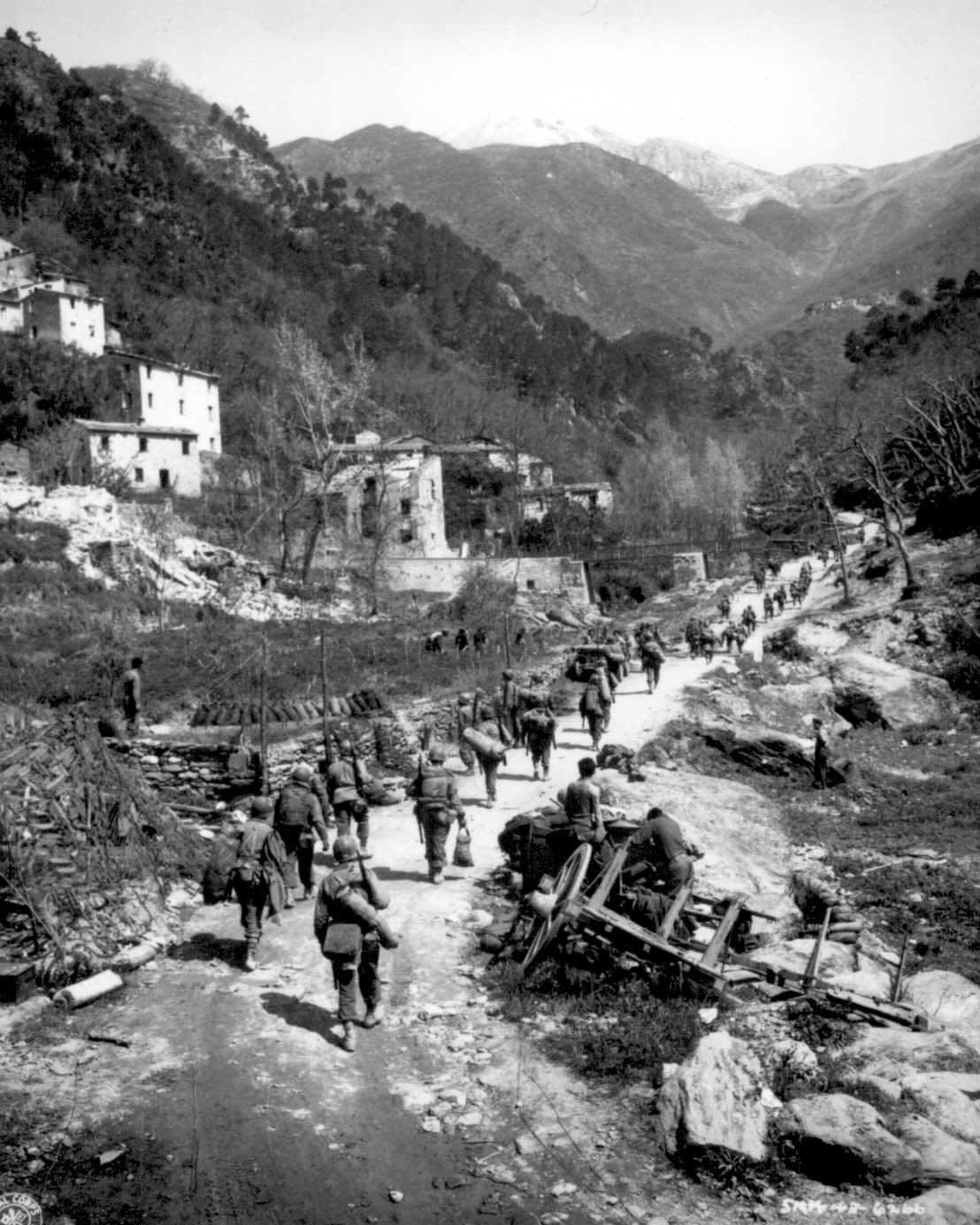
Американський 370-й піхотний полк здійснює піший марш через гірську місцевість біля Прато. Готська лінія. Квітень 1945

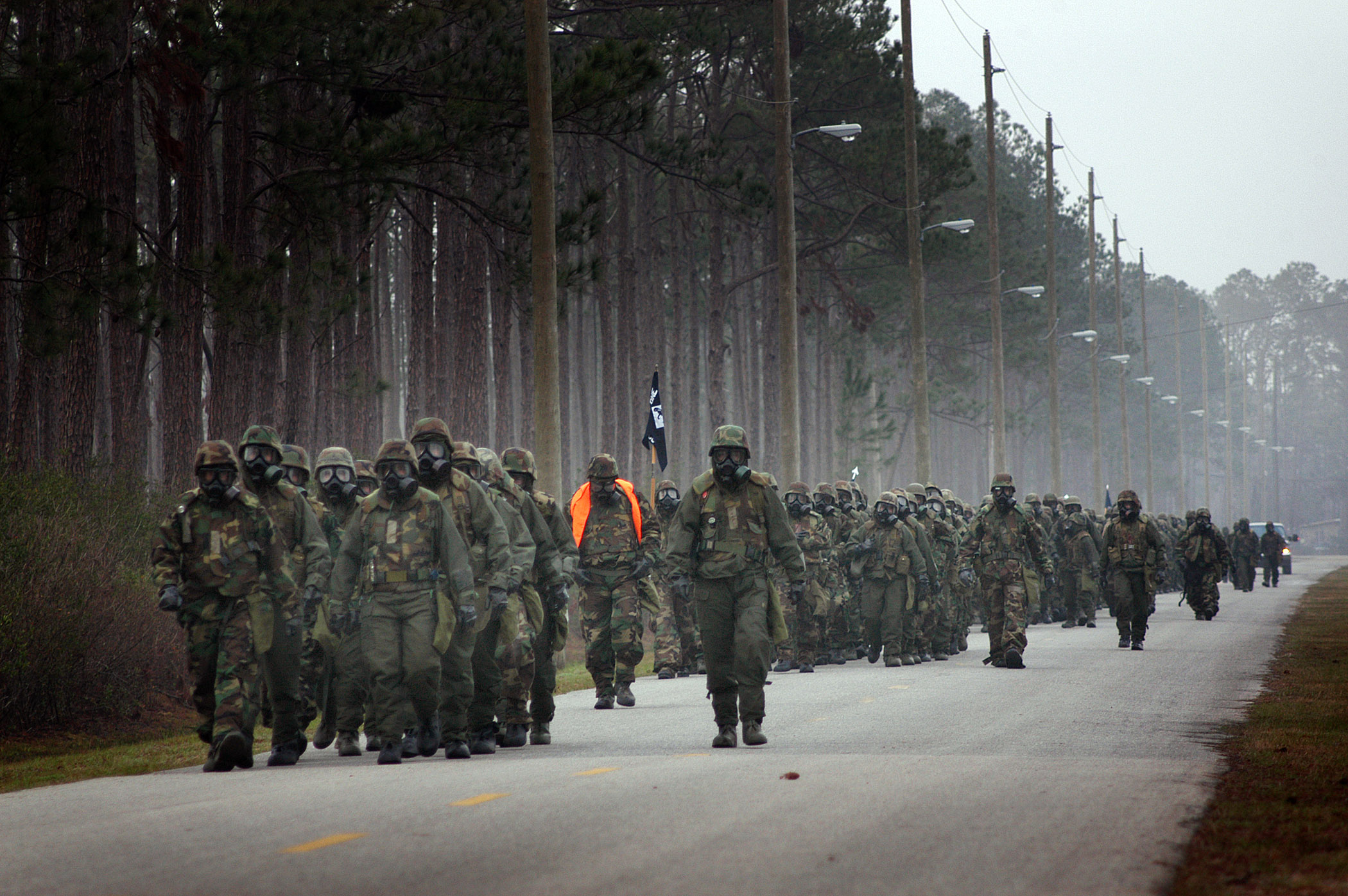
Марш у засобах індивідуального захисту від зброї масового ураження

Марш (пересування військ) (італ. marcia, фр. marche, від marcher — «йти») — організоване пересування військ у колонах на транспортних засобах, бойових машинах або в пішому порядку дорогами і колонними шляхами з метою виходу до встановленого часу в призначений район або на вказаний рубіж у повній бойовій готовності до виконання бойового завдання.
Війська у воєнний час можуть здійснювати марш у передбаченні зустрічі з противником або поза загрозою зіткнення з ним, в умовах застосування супротивником зброї масового ураження або постійної загрози його застосування. З метою забезпечення скритності марш відбувається зазвичай вночі, а якщо вимагає обстановка, то і вдень, з дотриманням заходів маскування. При здійсненні маршу на велику відстань танки й інша важка техніка можуть перевозитися залізницею або на великовантажних автопричепах (трейлерах).

## Поняття маршу
Основні показники маршу:
- протяжність (довжина) маршруту в кілометрах від вихідного рубежу (пункту) до найдальшого пункту району зосередження;
- тривалість (у годинах або добах від часу проходження вихідного рубежу (пункту) до повного зосередження в заданому районі);
- кількість виділених маршрутів і ширина смуги руху;
- середня величина добового переходу (в км);
- маршова швидкість руху військ.

Для здійснення маршу підрозділу (частини) призначається зазвичай один, з'єднанню — 1-2 маршрути або смуга, об'єднанню — смуга руху, іноді із зазначенням основних маршрутів. Ширина смуги руху визначається виходячи з можливості вибору достатньої кількості маршрутів з урахуванням забезпечення захисту військ від зброї масового ураження і можливого маневру для обходу зон руйнувань, загороджень і заражень.
Величина добового переходу може бути різною. Вона залежить від тривалості руху і маршової швидкості, яка в середньому становить для автомобільних колон до 40 км / год, для змішаних — до 30 км /год. При русі в пішому порядку середня швидкість може бути 4-5 км /год. У бойовій обстановці марш відбувається з максимально можливою швидкістю.
Для забезпечення своєчасного початку маршу військам призначається вихідний рубіж (пункт) із зазначенням часу його проходження головами колон головних сил, а для досягнення планомірності маршу і регулювання швидкості руху колон — рубежі (пункти) регулювання через кожні 3-4 години руху.
З'єднання (частини) здійснюють марш в похідному порядку, який в умовах можливої зустрічі з противником може включати: передовий загін, похідне охорону, колони головних сил і тилових частин. Похідний порядок при цьому будується з урахуванням швидкого розгортання в бойовий порядок і вступу в бій з ходу: танкові частини (підрозділи) зазвичай здійснюють марш в голові колон, артилерія розподіляється між частинами для створення артилерійських груп, а зенітні засоби — між колонами для їх прикриття; частини (підрозділи) інженерних та інших спеціальних військ також розподіляються між загальновійськовими частинами (підрозділами) і включаються в їх колони.
З метою збереження сил особового складу, перевірки стану, обслуговування техніки та усунення несправностей призначаються привали. При здійсненні маршу на велику відстань військам призначаються райони відпочинку в кінці кожного добового переходу.
Підготовка маршу зазвичай включає: прийняття рішення командувачем (командиром), зокрема на підставі результатів прогнозування швидкості руху обраним маршрутом за допомогою моделі мобільності військової техніки, постановку задач; планування маршу; організацію і здійснення ППО і заходів всебічного забезпечення; організацію взаємодії і управління військами; підготовку військ до маршу. На основі рішення командувача (командира) розробляються план маршу, наказ на марш і організовується його забезпечення.

## Забезпечення маршу
Основними видами забезпечення маршу є: розвідка, охорона, захист від зброї масового ураження, маскування, інженерне, технічне і тилове забезпечення.

### Розвідка
Розвідка організується завчасно і ведеться на більшу глибину в напрямку руху військ, в широкій смузі і на флангах, а при загрозі виходу противника в тил — і в тилу. Для ведення розвідки на марші можуть надсилатися розвідувальні загони (РЗ), розвідувальні групи (РГ), окремі розвідувальні дозори (ОРД) та розвідувальні дозори (РД). Ведеться також повітряна розвідка. Розвідувальні підрозділи діють на видаленні, що забезпечує командиру час для отримання даних про головні сили противника, прийняття рішення, постановки завдань і здійснення необхідного маневру.

### Охорона
Охорона здійснюється з фронту (у напрямку руху) авангардами або головними похідними заставами, з флангів — бічними похідними заставами і з тилу — тильними похідними заставами. На окремих ділянках можуть виставлятися нерухомі бічні застави. У колонах організується безпосередня охорона.

### Захист від зброї масового ураження
Захист від зброї масового ураження досягається веденням розвідки всіх видів і своєчасним оповіщенням військ про застосування противником ядерної, хімічної і біологічної зброї, а також про радіоактивне, хімічне та біологічне зараження; вмілим використанням захисних властивостей воєнної техніки та місцевості, а також індивідуальних засобів захисту; строгим дотриманням встановлених дистанцій і вимог скритності руху; інженерним обладнанням районів відпочинку та зосередження; запобіганням скупчення військ перед рубежами регулювання руху, тіснинами, водними перешкодами, в районах відпочинку тощо; завчасним визначенням сил і засобів для ліквідації наслідків застосування противником зброї масового ураження і відновлення боєздатності військ.

### Маскування
Маскування досягається здійсненням маршу вночі і в інших умовах обмеженої видимості, використанням для руху доріг (колонних шляхів), що проходять по укритим від спостереження ділянках місцевості (заліснених районах, до річищ та до долин, горбисті ділянки тощо). Приховування рухомих колон може також забезпечуватися установкою на дорогах різних масок (спеціальних маскувальних мереж, щитів та інше) В інтересах маскування застосовується камуфляжне пофарбування машин, а при русі вночі — світломаскувальних пристроїв; передбачаються заходи щодо захисту від радіотехнічних засобів розвідки противника.

### Інженерне забезпечення
Інженерне забезпечення полягає в організації та веденні інженерної розвідки шляхів руху, районів привалів, відпочинку і зосередження, їх обладнання та маскування в інтересах безперешкодного руху колон і розташування військ. Для ведення інженерної розвідки, розгородження, прокладки колонних шляхів, обладнання та позначення обходів важкопрохідних або зруйнованих ділянок висилаються загони забезпечення руху (ЗЗР).

### Технічне забезпечення
Технічне забезпечення включає організацію і підготовку техніки до маршу, її ремонт та евакуацію в ході маршу і після його завершення.

### Тилове забезпечення
Тилове забезпечення включає матеріальне, медичне, дорожнє забезпечення та підвезення матеріальних засобів. Матеріальне забезпечення полягає у створенні запасів до початку руху, поповнення їх в ході маршу, організації харчування особового складу і заправки техніки пальним. Медичне забезпечення включає заходи щодо попередження захворювань, надання медичної допомоги особовому складу, евакуації поранених і хворих у ході маршу і по його закінченні. Дорожнє забезпечення має на меті розвідку, підготовку, експлуатацію та відновлення військово-автомобільних доріг.
Для вирішення завдань технічного та тилового забезпечення створюється замикання колон, до складу якого входять рухливі ремонтні майстерні, евакуаційні тягачі, автомобілі з запасом пального, авто-і бронетанкового майна, засоби надання медичної допомоги особовому складу.
До початку руху штабом частини (з'єднання) організується комендантська служба.

## Здійснення маршу
Марш починається проходженням головами колон головних сил вихідного рубежу (пункту).
Війська суворо дотримуються встановленого порядку, швидкості руху, дистанції, заходів безпеки та маскування. На привалах колони підрозділів зупиняються на правому узбіччі дороги, побудова колон не порушується. В районі денного (нічного) відпочинку війська сходять з доріг і розміщуються в зазначених місцях в постійній бойовій готовності до відбиття нападу противника, з розрахунком мінімальної витрати часу на витягування підрозділів для продовження маршу або підготовку до виконання інших завдань; засоби ППО розгортаються на позиціях у готовності до негайного відкриття вогню; похідна охорона на привалах зупиняється на вигідних рубежах, продовжуючи виконувати свої завдання. В районі денного (нічного) відпочинку воно стає сторожовою або замінюється новопризначеною сторожовою охороною.
Управління військами на марші здійснюється з пунктів управління з'єднань (частин), які рухаються зазвичай в голові колон головних сил або за авангардами. Зв'язок забезпечується рухомими засобами, а в підрозділах — зоровими та звуковими сигналами. Широко використовуються вертольоти. Радіозасоби працюють на прийом в готовності до передачі розпоряджень (сигналів). Рух військ на марші контролюється на рубежах (пунктах) регулювання. Матеріальними засобами війська поповнюються в районах відпочинку, а пальним, крім того, і на привалах. У ході маршу на велику відстань поза загрозою зіткнення з противником пальне та мастильні матеріали можуть завчасно підвозитися в райони відпочинку або привалів.
Для деяких людей марш є головним провокаційним ритуалом. У Північній Ірландії, наприклад, щорічно відбуваються сотні маршів. Зазвичай вони організовуються такими групами, як Помаранчевий орден, який забезпечує більшість учасників. Музику забезпечують маршируючі оркестри, включаючи срібні оркестри, оркестри флейтистів та інші. Марш часто розглядається як символ контролю над певною територією, а марш часто розглядається як сектантська діяльність.